# Скотт, Дред
Дред Скотт (англ. Dred Scott; 1799—1858) — порабощённый афроамериканец, известный своей попыткой добиться свободы для себя и своих двух дочерей, Элизы и Лиззи в ходе дела Дреда Скотта против Сэндфорда 1857 года. Скотт утверждал, что ему следует предоставить свободу, так как он жил в Иллинойсе и на территории Висконсин, где рабство было незаконным, на протяжении четырёх лет, а законы в этих местах гласили, что рабовладельцы теряют свои права на рабов, если они остаются там на длительный период.
В результате разбора дела Верховный суд США вынес решение семью голосами против двух против Скотта, постановив, что ни он, ни любой другой человек африканского происхождения не может претендовать на гражданство в Соединенных Штатах, в связи с чем он не имел права подать иск в федеральный суд. Временное проживание Скотта на свободной территории не привело к его освобождению, поскольку Миссурийский компромисс, согласно которому Иллинойс и Висконсин были свободными территориями (так как находились к северу от параллели 36°30′), был признан неконституционным и нарушающим право собственности (на рабов).
Таким образом Председатель Верховного суда Роджер Тони надеялся урегулировать вопросы, связанные с рабством и полномочиями Конгресса в отношении определения зоны его распространения, однако решение суда вызвало общественное возмущение, усилило напряженность между северными и южными штатами и ускорило взрыв их разногласий, вылившийся в Гражданскую войну. Прокламация об освобождении рабов президента Авраама Линкольна 1863 года и последовавшие за этим поправки в Конституцию аннулировали это решение. Несмотря на решение суда, вскоре Скотты были освобождены по частной договоренности в мае 1857 года. Дред Скотт умер от туберкулеза год спустя.

## Биография
Родился в 1799 году в рабстве в округе Саутгемптон, штат Вирджиния.
Его первым хозяином был капитан Петер Блоу, живший в Хантсвилле, штат Алабама, где семья Блоу безуспешно занималась земледелием. В 1830 году семья Блоу переехала вместе с рабами в Сент-Луис, штат Миссури. Здесь Дреда Скотта продали в 1832 году Джону Эмерсону, врачу, служившему в армии Соединённых Штатов. В течение последующих 12 лет Скотт сопровождал Эмерсона в его командировках — форт Армстронг, штат Иллинойс, форт Снеллинг (на территории современной Миннесоты). Эмерсон позволил Дреду Скотту жениться, несмотря на то, что рабы не имели на это право.
В 1837 году Эмерсон получил назначение в Jefferson Barracks Military Post в штате Миссури, а Скотт с его женой остался в форте Снеллинг. Затем Эмерсон мигрировал по долгу своей службы по разным местам, выйдя в 1840 году в отставку. В 1842 году Джон Эмерсон скончался, а его имущество, включая Дреда Скотта, унаследовала супруга Ирен Эмерсон. Дред Скотт предлагал ей за себя выкуп, но получил отказ. После этого Скотт заявил о своей свободе, опираясь на то, что они с женой жили на территориях, где рабство было запрещено после Миссурийского компромисса, который устанавливал северную границу распространения рабства. В конце концов, Верховный суд США отклонил их требования. В память об этом судебном прецеденте небольшая местность недалеко от форта Снеллинг, в Блумингтоне, была названа «Полем Дреда Скотта».
В 1850 году Ирен Эмерсон вступила в новый брак. Её новый муж — Келвин С. Чаффи — был аболиционистом, который вскоре после их брака был избран в Конгресс США. Муж не подозревал, что его жена владела одним из самых известных невольников Соединённых Штатов. Но когда об этом стало известно общественности, Келвин был подвергнут резкой критике за то, что был женат на рабовладелице. Он уговорил Ирену вернуть Скотта первой семье — Блоу, где главой к этому времени был Генри Тэйлор Блоу — сын Петера Блоу, отец Сьюзен Блоу — организатора первого детского сада в США. Они дали свободу Скотту 26 мая 1857 года.

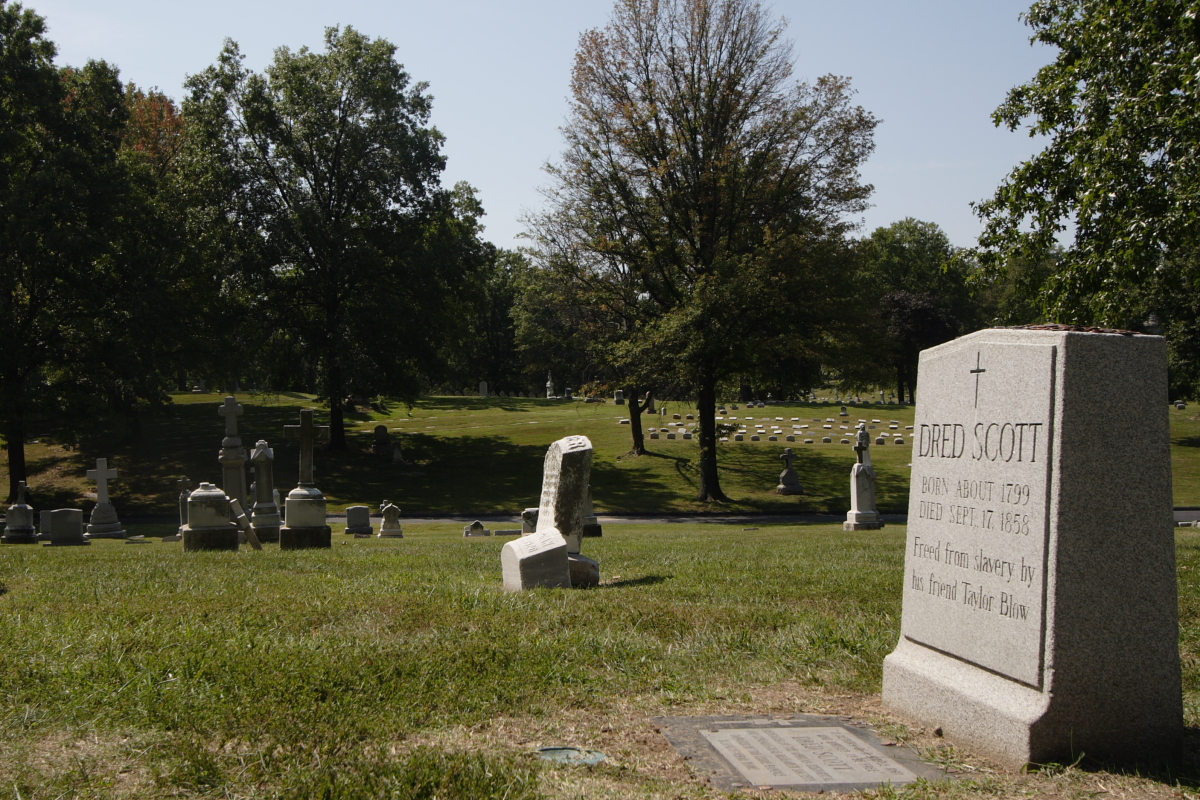
Могила Дреда Скотта

Скотт пошёл работать грузчиком, но его свобода оказалась недолгой. Он умер от туберкулёза 17 сентября 1858 года. У него остались жена и две дочери. Дред Скотт первоначально был похоронен на сент-луисском кладбище Wesleyan Cemetery . Когда это кладбище было закрыто, семья Блоу перезахоронила Скотта на католическом кладбище Calvary Cemetery (здесь было разрешено хоронить некатолических рабов католических владельцев). Его жена — Гарриет Скотт — умерла 17 июня 1876 года и была похоронена на кладбище Greenwood Cemetery в Хиллсдэйле, Миссури.
- Дред и Гарриет Скотт увековечены в Сент-Луисской «Аллее славы»[3].